# Американо-британские отношения
Американо-британские отношения — двусторонние отношения между Соединёнными Штатами Америки и Великобританией. Взаимное тесное сотрудничество двух стран во всех областях с середины XX века принято характеризовать как «особые отношения» (англ. special relationship).
США и Великобритания, будучи партнёрами во внешнеполитических действиях на протяжении значительной части XX века, в современный период по-прежнему поддерживают друг друга в дипломатических и военных акциях. Великобритания считается сильнейшим с военной точки зрения союзником Америки (последние годы военные расходы Великобритании составляют примерно одну десятую часть военных расходов США).
После Суэцкого кризиса 1956 года, ставшего для Британии геополитической катастрофой, Британия окончательно перестала играть самостоятельную роль в международных отношениях как великая держава и неукоснительно следует внешнеполитической линии США . По мнению ряда высших британских чиновников, в частности главы Объединённого разведывательного комитета Родрика Брейтвейта (1992—1993) и министра иностранных дел Робина Кука (1997—2001), Британия де-факто лишилась своего суверенитета и находится в полностью подчинённой и зависимой от США роли в таких областях, как национальная оборона, безопасность, шпионаж, а также в вопросах экстрадиции своих граждан.

## XIX век
В начале XIX века, в период наполеоновских войн, отношения США и Великобритании, были очень напряженными. США страдали от торгово-экономической войны в Европе (французская континентальная блокада и ответные британские «указы в совете», запрещавшие нейтральным судам заходить в любой порт, который был закрыт для британской торговли). В США появилось стремление к полному изгнанию Великобритании с Североамериканского континента (то есть из Канады). 1 июня 1812 года президент США Джеймс Мэдисон потребовал объявления войны Великобритании, ссылаясь на британскую практику захвата американских моряков для службы в британском флоте, подрыв американской торговли и подстрекательство индейцев к враждебным действиям против американских граждан. Так началась англо-американская война, которая закончилась в 1815 году Гентским договором на основе сохранения положения, которое существовало до войны.

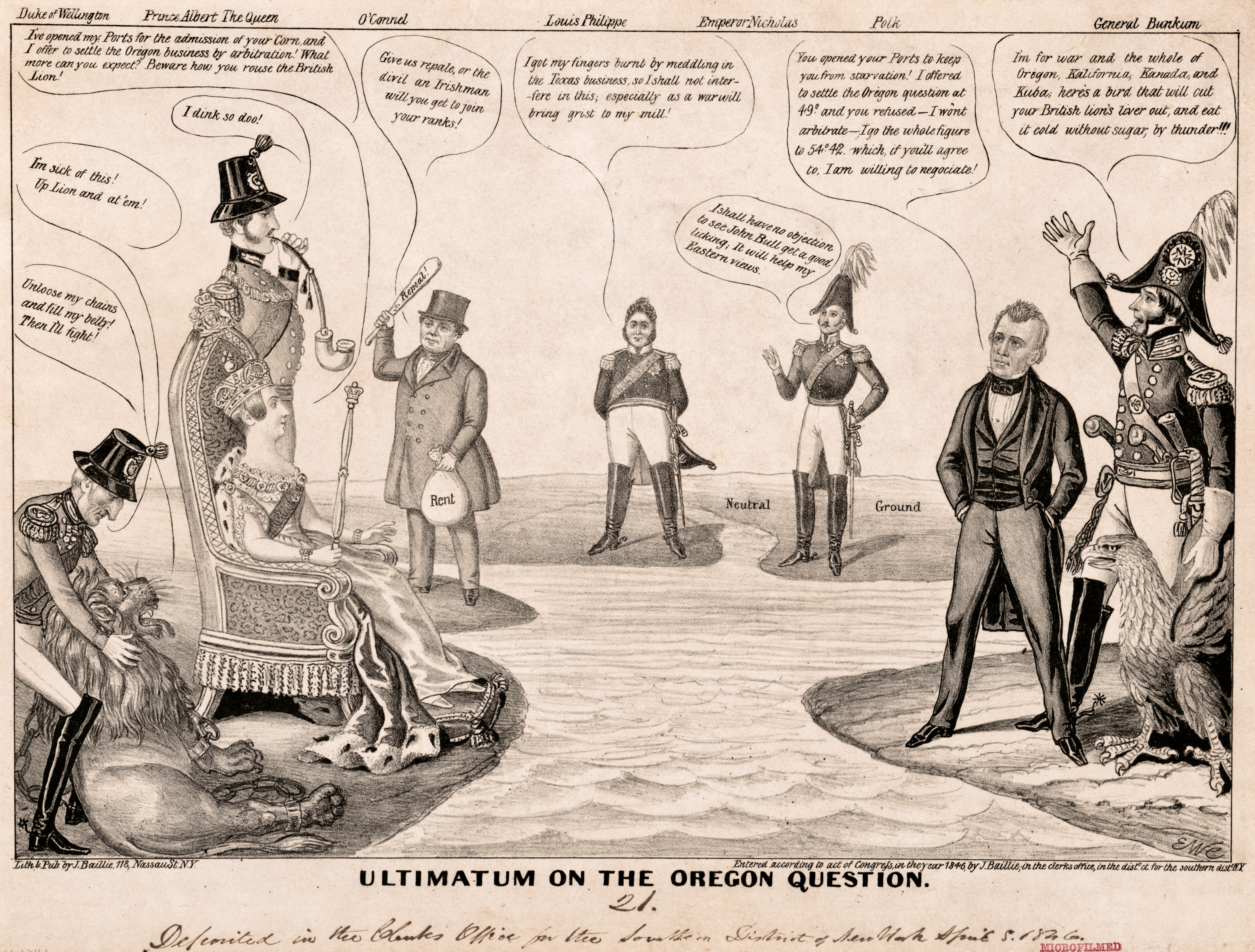
Карикатура, изображающая американский ультиматум британской королеве Виктории по Орегонскому вопросу, 1846 год

По окончании войны США стремились установить равноправные отношения с Великобританией. В частности, в британо-американских отношениях возник вопрос урегулирования в районе Великих озер. В 1817 году было заключено соглашение Раша — Бэгота, которое касалось только сокращения, но не полной ликвидации вооруженных судов на озёрах. Также в связи с американской экспансией на Запад приобретали особое значение вопросы пограничного урегулирования с канадскими владениями Великобритании на Северо-Западе. Американцы требовали от Великобритании возврата торгового поста Астории в устье реки Колумбии, захваченного во время войны 1812 года. Великобритания и США подписали Конвенцию 1818 года, в соответствии с которой граница между их владениями от Великих Озёр до Скалистых гор прошла по 49-й параллели. В соответствии с этой конвенцией территория «Орегонской страны» подлежала «совместному использованию» обеими странами. В 1838—1839 годах между США и Великобританией произошла бескровная «Арустукская война». В начале 1840-х годов на переговорах, итогом которых стал договор Уэбстера — Ашбертона, вновь был поднят Орегонский вопрос. Он особо обострился в 1846 году, однако в США возобладали сторонники компромиссного урегулирования, и был заключен Орегонский договор.
Также в 1840-х годах отношения между США и Великобританией обостряли столкновения между британцами и американцами в Центральной Америке. В 1850 году Великобритания и США заключили договор Клейтона — Булвера, по которому США пришлось отказаться от своих планов по захвату Панамского перешейка.
В 1859 году между США и Великобританией произошла бескровная «Война из-за свиньи».

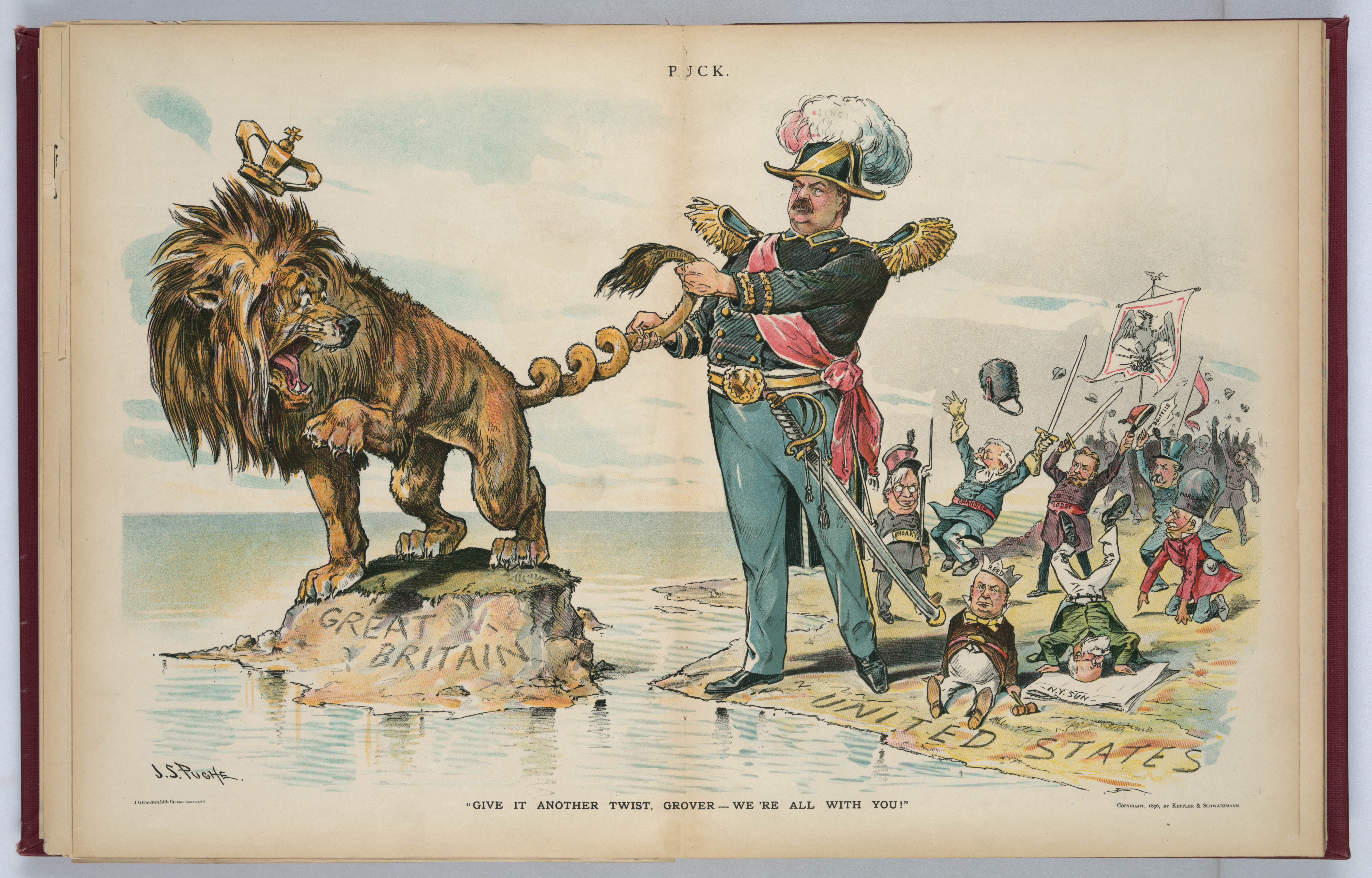
Президент США Кливленд крутит хвост британскому льву. Карикатура 1895 года.

Во времена Гражданской войны в США 1861-65 годов отношения между США и Великобританией вновь обострились, так как Великобритания всячески поддерживала сепаратистский Юг, снабжая его кораблями и оружием. Инцидент с судном Trent в 1861 году поставил страны на грань войны. Но к концу XIX века отношения между США и Великобританией улучшились, хотя их вновь на время обострил венесуэльский кризис 1895 года.

## XX век
В начале века наметился процесс американо-британского сближения. Процесс переориентации внешнеполитической доктрины США от изоляционистского курса к участию в мировых делах, прежде всего, нашёл отражение в американо-британских отношениях.
Концептуальные положения, обосновывающие это сближение, были сформулированы в конце XIX — начале XX вв., реальные же политические шаги в этом направлении были предприняты в период Первой мировой войны (так, в 1918 году полковником Хаусом при поддержке старшего партнёра банка «JPMorgan» Т. Ламонта была организована группа специалистов по внешнеполитическим проблемам под условным названием «Исследование» (en:The Inquiry), её задачей была разработка позиции США на мирной конференции, которая должна была подвести итог Первой мировой войне — готовя американские условия мира, группа тесно сотрудничала с английскими контрагентами).
В 20-е годы XX века Британская империя и Соединённые Штаты представляли собой две сильнейшие мировые державы.
Их сотрудничество в 20—30-её годы со временем переросло в тесный альянс двух государств.
Вашингтонская конференция 1921—1922 была созвана по инициативе США, которые рассчитывали добиться благоприятного для себя решения вопроса о морских вооружениях и закрепления нового соотношения сил в Китае и в бассейне Тихого океана. На ней было заключено несколько многосторонних договоров.
Интересно, что Рихард Зорге, работая в начале 1930-х годов в Китае, пришел к выводу об усилении роли Соединенных Штатов в международных делах: «Мне стало ясно, что в будущем США займут место Великобритании, как господствующая держава на Тихом океане».
Чакская война 1932—1935: Война между Парагваем (за которым стояла Англия) и Боливией (поддержаной США) за нефтяные поля, — закончилась победой Парагвая.
В межвоенный период чётко определились две основные линии взаимоотношений этих стран — противоборство и сотрудничество, прослеживающиеся вплоть до 1939 года.

 Краеугольным камнем британской внешней политики является, прежде всего, сохранение интимных, дружеских отношений с США. Оригинальный текст (англ.)Keystone of British foreign policy is, above all, to remain on intimate, friendly terms with the U. S. — Журнал "Time", 01.05.1939 

### В годыВторой мировой войны
США сыграли ключевую роль во вступлении Англии во Вторую мировую войну, осуществляя на Англию давление, что в случае отказа Англией от выполнения своих обязательств в отношении Польши, США откажут Англии в помощи. Джозеф Кеннеди (Joseph P. Kennedy), посол США в Англии в 1938—1940 годах, позднее вспоминал: «Ни французы, ни англичане никогда бы не сделали Польшу причиной войны, если бы не постоянное подстрекательство из Вашингтона». Оказавшись перед фактом заключения Пакта Молотова — Риббентропа, находясь под давлением США, угрожавших в случае отказа Англией выполнения своих обязательств в отношении Польши оставить её без своей поддержки, Англия была вынуждена пойти на объявление войны Германии.
С конца 1940 г. Англия и США стали обмениваться информацией по теории создания атомной бомбы, а в августе 1943 г. в Квебеке Рузвельт и Черчилль подписывают секретное соглашение о совместных работах в области атомной энергетики.
В разрабатывавшиеся в годы 2-й мировой войны в СССР комиссиями Майского и Литвинова планы послевоенного устройства базировались на представлениях о том, что СССР придется балансировать между США и Великобританией, играя на противоречиях между ними.

### Послевоенные
6 ноября 1945 г. Сталину был доложен полученный Филби меморандум «Безопасность Британской империи», подготовленный Объединённым комитетом начальников штабов Генерального штаба Великобритании, в котором СССР объявлялся главной угрозой и рекомендовалось установление особых отношений с США, подключение их к обороне Западной Европы, создание военно-политических блоков и военных баз в Европе и других регионах мира.
Со второй половины 1946 г. начались англо-американские переговоры, которые свелись главным образом к обсуждению вопроса о судьбах Греции и Турции. Американские дипломаты убеждали своих английских коллег, что для их правительства самым благоприятным выходом была бы передача этой доли «наследства» в руки США как для облегчения финансового бремени Англии, так и для ухода от той критики, которой повсеместно подвергался британский империализм за его интервенцию в Греции. 21 февраля 1947 г. правительство США получило две британские ноты, в которых официально сообщалось о согласии Англии передать оказание «помощи» Греции и Турции Соединенным Штатам Америки. Английское правительство объявило о выводе своих войск из Греции. Бывший сотрудник государственного департамента Джонс пишет, что ноты были оценены как свидетельство, что Англия «передала США руководство миром со всеми его трудностями и славой».
В 1949 году США и Великобритания выступили основными инициаторами создания НАТО.
Несмотря на декларируемую «особость», эти отношения не раз испытывались обеими сторонами, так «Гарольд Вильсон решил не посылать войска во Вьетнам, США вторглись в Гренаду без одобрения Британии, а представитель США в ООН Джин Киркпатрик старалась сохранить связи с Латинской Америкой во время Фолклендской войны», — указывает «The Independent».
В годы премьерства М. Тэтчер Великобритания и Соединённые Штаты пережили расцвет особых отношений между ними, получивших даже название «экстраординарных».

## XXI век
“Аль-Кайда” планирует новые атаки на США и их союзников, и прежде всего Великобританию.

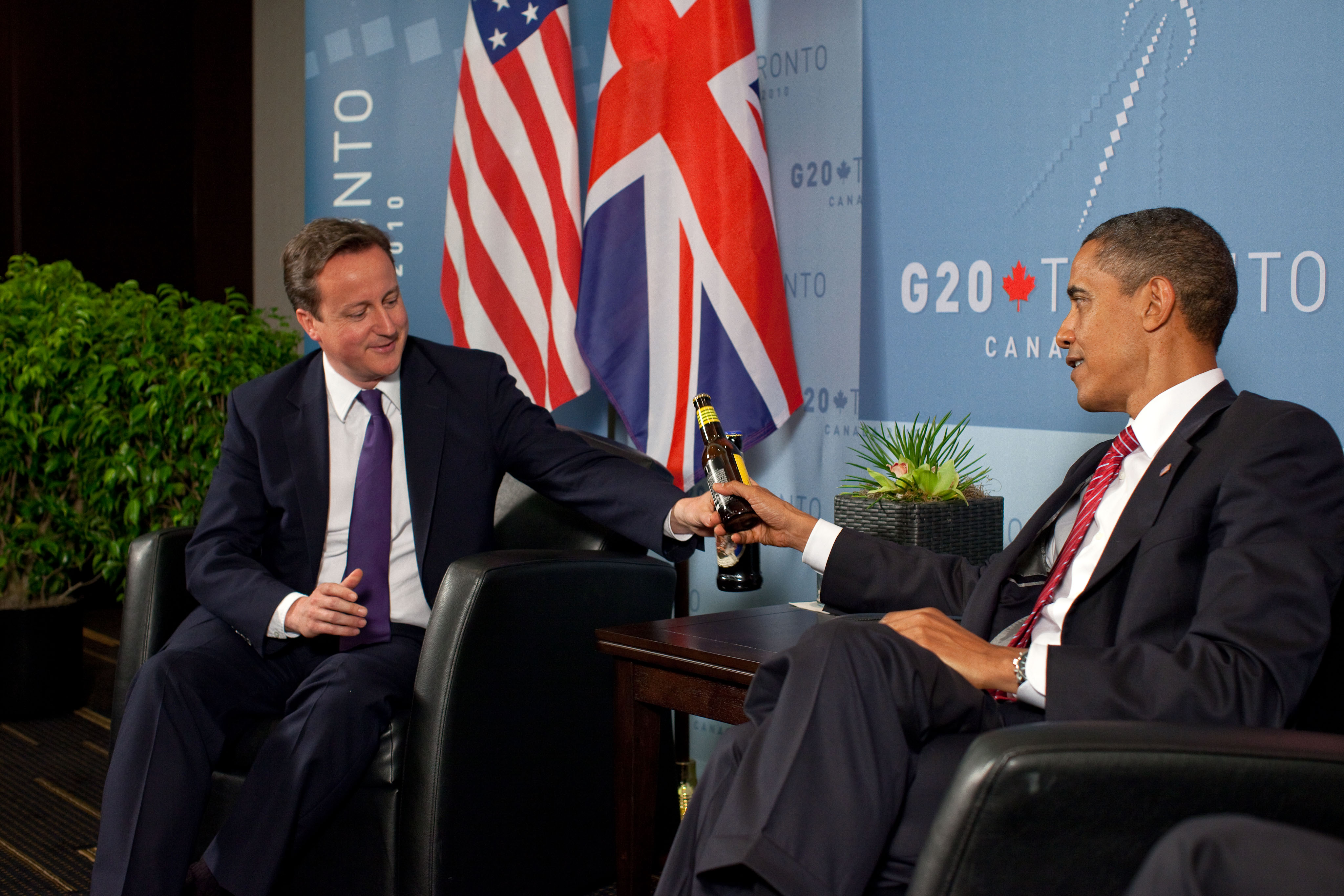
Дэвид Кэмерон и Барак Обама

Последние годы премьерства Тони Блэра (1997—2007) Великобритания фактически проводила обслуживающую политику по отношению к США. Лондон первым присоединился к военной кампании США в Афганистане в 2001 г. Примечательна британская поддержка США при вторжении в Ирак в 2003 году (см. Иракская война).
Алексей Пушков в 2006 году писал: «Тони Блэр был фактически единственным европейским лидером, который сделал ставку на безоговорочную и полную поддержку администрации Буша в её внешней политике», «он, по выражению американской прессы, был „пуделем Буша“», «как сказал Дэвид Кэмерон, „Великобритания при Блэре была раболепна по отношению к Америке“». Там же: «Недавно стало предметом общественного достояния письмо Дэвида Мэннинга, посла Великобритании в США, Блэру… Дэвид Мэннинг берет на себя смелость написать письмо Блэру о том, что, господин Блэр, ваша политика неправильна, она порочна, мы, поддерживая Америку, за это особенно ничего не получаем, но теряем очень и очень много. Нас уже перестают рассматривать как самостоятельную страну».
В июле 2007 года МИД Великобритании Милибэнд подтвердил, что США остаются важнейшим партнёром Британии..
В конце июня 2016 года президент США Барак Обама заявил, что особый характер отношений США и Великобритании сохранится, несмотря на решение народа Британии 23 июня 2016 года о выходе из ЕС.